# دانييلا فيلاسكو
دانييلا أوجينيا فيلاسكو مالدونادو، رياضية مكسيكية، مواليد 24 آب (أغسطس) 1995 في مكسيكو سيتي. وهي عضوة في الفريق المكسيكي المشارك في الألعاب البارالمبية الصيفية 2016 حصلت على الميدالية البرونزية في سباق 400 متر اختبار الفئة T12 في الألعاب البارالمبية الصيفية 2012.

## حياتها
فقدت دانييلا إحدى عينيها عندما كانت طفلة، فالتحقت بالمعهد الوطني لتأهيل الأطفال المكفوفين وضعاف البصر. بدأت ممارسة الرياضة بتحفيز من آنا غابرييلا جيوفارا والتي شاهدتها تنافس في الألعاب الأولمبية الصيفية 2004، فبدأت باستغلال الفرص للحصول على تدريب في المركز المكسيكي البارالمبي. دانييلا طالبة في المدرسة الوطنية التحضيرية في الجامعة الوطنية المستقلة في المكسيك.

## ممارسة الرياضة
فازت دانييلا بميداليتين برونزيتين وميدالية فضية في الألعاب الأمريكية للمعاقين 2011 في سباقات 100 متر و200 متر و400 متر على التوالي. في الألعاب البارالمبية الصيفية 2012، نافست في سباق 400 متر فئة T12 مع مساعدها خوسيه فوينتيس وحصلت على الميدالية البرونزية بزمن 58.51. 
في الألعاب الأمريكية للمعاقين 2015، فازت بالميدالية الذهبية في سباق 800 متر فئة T12 محققة زمناً قدره 2:16.89 وهو رقم قياسي أمريكي